# Верхобыстрицкое сельское поселение
Верхобыстрицкое сельское поселение — муниципальное образование в составе Кумёнского района Кировской области России.
Центр — село Верхобыстрица.

## История
Верхобыстрицкое сельское поселение образовано 1 января 2006 года согласно Закону Кировской области от 07.12.2004 № 284-ЗО.

## Население
| 2010 | 2012 | 2013 | 2014 | 2015 | 2016 | 2017 |
| ---- | ---- | ---- | ---- | ---- | ---- | ---- |
| 618  | ↘580 | ↘540 | ↘519 | ↘504 | ↘480 | ↘469 |
| 2018 | 2019 | 2020 | 2021 |      |      |      |
| ↘443 | ↘419 | ↘400 | ↗545 |      |      |      |

## Состав
В состав поселения входят 9 населённых пунктов (население, 2010):
- село Верхобыстрица — 347 чел.;
- деревня Ворончихи — 0 чел.;
- деревня Гвоздки — 23 чел.;
- деревня Желны — 228 чел.;
- деревня Кокоры — 3 чел.;
- деревня Косолапы — 3 чел.;
- деревня Сырченки — 7 чел.;
- деревня Толоконники — 7 чел.;
- деревня Юньга — 0 чел.